# Puig Ventós (serra de Marina)
El Puig Ventós és una muntanya de 422 metres que es troba al terme de Vidreres. De fet, és la muntanya més alta del municipi. S'hi accedeix des d'un caminet senyalitzat que surt de la pista de Caulès que uneix Vidreres amb el Collet de Terra Negra. Al cim hi ha un vèrtex geodèsic (305108001) i un mirador.